# لوتشيانو خوسيه بيريرا دا سيلفا
لوتشيانو خوسيه بيريرا دا سيلفا (بالبرتغالية: Luciano José Pereira da Silva‏) هو لاعب كرة قدم برازيلي، ولد في 16 مارس 1980 في ريو برانكو في البرازيل. لعب مع بيرسخوت إيه سي ونادي غرونينغن.

## وصلات خارجية
- لوتشيانو خوسيه بيريرا دا سيلفا على موقع قاعدة بيانات كرة القدم.إي يو (الإنجليزية)
- لوتشيانو خوسيه بيريرا دا سيلفا على موقع Soccerway.com (الإنجليزية)